# Oedenoderus sphaericollis
Oedenoderus sphaericollis là một loài bọ cánh cứng trong họ Cerambycidae.